# Zingel balcanicus
Zingel balcanicus é uma espécie de peixe da família Percidae.
Pode ser encontrada nos seguintes países: Grécia e República da Macedónia.
Os seus habitats naturais são: rios.
Está ameaçada por perda de habitat.